# كأس ملك إسبانيا 1918
كأس ملك إسبانيا 1918 (بالإسبانية: Copa del Rey de Fútbol 1918) هو الموسم 18 من كأس ملك إسبانيا. أشرف على تنظيمه الاتحاد الملكي الإسباني لكرة القدم، وكان عدد الأندية المشاركة فيه 6، وفاز فيه ريال يونيون.